# Carl Brusell
Carl Brusell, född 1720 i Hova socken, död 5 mars 1791 i Hjo, han var en svensk bildhuggare i Hjo.

## Biografi
Brusell flyttade 1748 till Hjo och blev lärogosse hos bildhuggaren Bengt Wedulin. 1753 började han arbeta som bildhuggare. Han avled 5 mars 1791 i Hjo och begravdes 10 mars samma år.

### Familj
Brusell gifte sig 17 april 1754 i Fågelås socken  med Lisa Boman (1720-1800). De fick tillsammans barnen Lars (1754-1829), Anders (född 1757), Christiana (född 1760) och Carl Peter (1763-1764).

## Verk
- 1764 - Gjorde utsmyckningar till predikstol i Åsbo kyrka som var tillverkad av Anders Norberg.[22]
- 1760-talet - Målade Västra Tollstads kyrka invändigt.
- 1771 - Altartavla i Åsbo kyrka.[22]
- 1775 - Utförde bildhuggeri arbete på orgelfasaden i Norra Fågelås kyrka.[23]

### Fotnoter
1. ↑  Skaraborgs läns landskontor (R) EIIIa:55 (1748) Sida: 216
2. ↑  Skaraborgs läns landskontor (R) EIIIa:56 (1749) Sida: 216
3. ↑  Skaraborgs läns landskontor (R) EIIIa:57 (1750) Sida: 240
4. ↑  Skaraborgs läns landskontor (R) EIIIa:58 (1751) Sida: 237
5. ↑  Skaraborgs läns landskontor (R) EIIIa:59 (1752) Sida: 252
6. ↑  Skaraborgs läns landskontor (R) EIIIa:60 (1753) Sida: 803
7. ↑  Skaraborgs läns landskontor (R) EIIIa:61 (1754) Sida: 821
8. ↑  Skaraborgs läns landskontor (R) EIIIa:62 (1755) Sida: 834
9. ↑  Skaraborgs läns landskontor (R) EIb:116 (1756) Sida: 798
10. ↑  Skaraborgs läns landskontor (R) EIb:118 (1757) Sida: 696
11. ↑  Skaraborgs läns landskontor (R) EIb:120 (1758) Sida: 852
12. ↑  Skaraborgs läns landskontor (R) EIb:122 (1759) Sida: 713
13. ↑  Skaraborgs läns landskontor (R) EIb:124 (1760) Sida: 821
14. ↑  Skaraborgs läns landskontor (R) EIb:126 (1761) Sida: 795
15. ↑  Skaraborgs läns landskontor (R) EIb:128 (1762) Sida: 870
16. ↑  Hjo stadsförsamling (R) AI:1 (1789-1810) Sida: 74
17. ↑  Hjo stadsförsamling (R) F:1 (1694-1797) Sida: 88-89
18. ↑  Norra Fågelås (R) B:1 (1748-1784) Sida: 139
19. 1 2 3 4  Hjo stadsförsamling (R) C:2 (1731-1781) Sida: 186-187, 196-197, 204-205, 216-217
20. ↑  Hjo stadsförsamling (R) C:4 (1811-1860) Sida: 154
21. ↑  Hjo stadsförsamling (R) F:1 (1694-1797) Sida: 44-45
22. 1 2  Åsbo kyrka på Bebyggelseregistret
23. ↑  Norra Fågelås (R) KI:1 (1711-1808) Sida: 368